# 夏恂
夏 恂（か じゅん）は、中国の通俗歴史小説『三国志演義』に登場する架空の人物。
呉の部将として『演義』第83回に登場する。夷陵の戦いに参戦し、猇亭にて蜀軍と対峙する。韓当の檄に応じて蜀軍に挑戦する。張苞と対峙して内心怖気づき、周泰の弟の周平が救援したものの力及ばず、夏恂は張苞の一突きで討ち取られてしまった。